# سلوین جپسن
سلوین جپسن (انگلیسی: Selwyn Jepson؛ ‏ ۱ ژانویهٔ ۱۸۹۹ – ۱ ژانویهٔ ۱۹۸۹) فیلم‌نامه‌نویس و نویسنده اهل بریتانیا بود.
از فیلم‌هایی که وی در آن‌ها نقش داشته‌است، می‌توان به هاید پارک کرنر، خیال مرا از سر بیرون کن و ترس صحنه اشاره نمود.